# Бриновщиця
Бриновщиця (словен. Brinovščica) — поселення в общині Рибниця, регіон Південно-Східна Словенія, Словенія.